# Sarah Ousfar
Sarah Ousfar est une joueuse française de basket-ball, née le 28 juillet 1993 à Lille (Nord).

## Biographie
Formée à Basket Landes, elle réussit ses vrais débuts en Ligue 2 où elle s'impose comme l'une des meilleures intérieures du championnat  avec 11,2 points avec 54,1 % d'adresse aux tirs, 9 rebonds, 1,7 passe décisive, 1,3 interception et 1,3 contre de moyenne pour 14,7 d’évaluation en 33 minutes de jeu, avant de signer à l'été pour Reims, toujours en Ligue 2. Durant l'été, elle confirme sa présence à Reims pour une troisièùme saison consécutive. En juin 2018, elle confirme porte le maillot rémois pour la cinquième saison consécutive.

## Clubs
- 2000-2002 : ESB Villeneuve-d’Ascq
- 2002-2005 : JA Biarritz
- 2005-2006 : Anglet CBC
- 2006-2008 : Mourenx BC
- 2008-2013 : Basket Landes
- 2013-2014 : ALA Le Havre
- 2014-2019 : Reims BF
- 2019-2021 : UF Angers B49
- 2021-2023 : USO Mondeville
- 2023- : La Roche VBC

## Palmarès
- Vainqueur de la Coupe de France Cadettes en 2011

## Distinction personnelle
- MVP de la finale de la Coupe de France Cadettes en 2011